# Polnische Badmintonmeisterschaft 1973
Die Polnische Badmintonmeisterschaft 1973 fand vom 1. bis zum 2. Dezember 1973 in Gorzów Wielkopolski statt. Es war die 10. Austragung der Titelkämpfe. 

## Medaillengewinner
| Disziplin    | Gold                                                        | Silber                                                  | Bronze |
| ------------ | ----------------------------------------------------------- | ------------------------------------------------------- | --- |
| Herreneinzel | Andrzej Domagała (Wrocław)                                  | Ryszard Borek (Opole)                                   | Stanisław Rosko (Opole) Sławomir Włoszczyński (Wrocław)                                                           |
| Dameneinzel  | Irena Karolczak (Wrocław)                                   | Helena Radaczyńska (Wrocław)                            | Maria Muszak (Kraków) Maria Domańska (Kraków)                                                                     |
| Herrendoppel | Wiesław Danielski (Wrocław) Zygmunt Skrzypczyński (Wrocław) | Ryszard Borek (Opole) Stanisław Rosko (Opole)           | Włodzimierz Błażyński (Łódź) Jerzy Przybylski (Poznań) Stanisław Czyszczoń (Kraków) Wojciech Starkowski (Olsztyn) |
| Damendoppel  | nicht ausgetragen                                           | nicht ausgetragen                                       | nicht ausgetragen                                                                                                 |
| Mixed        | Sławomir Włoszczyński (Wrocław) Irena Karolczak (Wrocław)   | Leszek Nowakowski (Warschau) Hana Snochowska (Warschau) | Stanisław Czyszczoń (Kraków) Maria Muszak (Kraków) Paweł Marks (Łódź) Mariola Klonowska (Łódź)                    |